# Mariasela Álvarez
Mariasela Margarita Álvarez Lebrón (Santo Domingo, 31 gennaio 1960) è una modella, conduttrice televisiva e produttrice televisiva dominicana, vincitrice del concorso di bellezza Miss Mondo 1982. È nipote di Mariano Lebrón Saviñón.

## Biografia
Ex Miss Repubblica Dominicana, Mariasela Álvarez Lebron è stata incoronata trentaduesima Miss Mondo il 18 novembre 1982 presso la Royal Albert Hall di Londra all'età di ventidue anni, ricevendo la corona dalla Miss Mondo uscente, la venezuelana Carmen Josefina "Pilin" Leon Crespo. È stata la prima Miss Mondo proveniente dalla Repubblica Dominicana.
Alla fine del suo anno di regno, la Álvarez ritornò nel proprio paese e finì i propri studi di architettura presso la Universidad Autónoma de Santo Domingo. Mariasela Álvarez ha infatti disegnato alcuni edifici nella propria nazione, compresa la celebre Torre Cristal di Santo Domingo, una delle sedi della compagnia telefonica Codetel.
Nel 1991, ha intrapreso la carriera televisiva, conducendo il talk show settimanale Con los Ojos Abiertos ("Ad occhi aperti"), inizialmente condotto al fianco di Milagros German Olalla, anche lei ex Miss Repubblica Dominicana 1980. Nel 1996 ha fondato una compagnia di produzione televisiva, la Maralva, S. A., con la quale ha prodotto quattro miniserie televisive per otto anni, nello show Esta Noche Mariasela: un varietà settimanale di due ore, vincitore per quattro anni del Casandra Award nella categoria "Miglior show televisivo":
Nel 2004 si è trasferita a Madrid, con suo marito, lo spagnolo Alberto Del Pino, imprenditore alberghiero, con il quale ha avuto quattro figli. Dal 2005 ha continuato a produrre le trasmissioni Esta Noche Mariasela e Esta Tarde Mariasela per Popular TV, canale del gruppo COPE, la seconda maggiore emittente radiofonica spagnola.